# Prototheora parachlora
Prototheora parachlora là một loài bướm đêm thuộc họ Prototheoridae. Loài này có ở Nam Phi.